# Pursuit of the Graf Spee
Pursuit of the Graf Spee (La poursuite de Graf Spee, adaptation française par Computerre) est un jeu vidéo de type wargame créé par Joel Billings et publié par Strategic Simulations en 1982 sur Apple II. Le jeu se déroule pendant la Seconde Guerre mondiale dans l’océan Atlantique et simule la poursuite du croiseur cuirassé allemand Admiral Graf Spee, qui se termine par la bataille du Rio de la Plata. Sur une carte de la partie sud de l’océan Atlantique, le joueur dirige les forces britanniques qui cherchent à intercepter le Graf Spee, qui peut être contrôlé par l’ordinateur ou par un autre joueur. Lorsqu’il le repère, le jeu bascule dans une phase de combat tactique qui simule l’affrontement entre les navires en présence.
Pursuit of the Graf Spee est le seul jeu de Strategic Simulations conçu et programmé par son fondateur, Joel Billings. Pour le développer, il repart du moteur de jeu de Computer Bismarck, le premier wargame du studio, qu’il perfectionne avec notamment l’ajout d’une phase de combat tactique améliorée. À sa sortie, le jeu est bien accueilli par la presse spécialisée qui salue notamment son réalisme et ses nombreuses options et qui le juge plus rapide, plus simple et plus excitant que son prédécesseur. Malgré cet accueil favorable, le jeu ne connait qu'un succès limité avec seulement 2 082 exemplaires vendus au total.

## Trame
Pursuit of the Graf Spee se déroule pendant la Seconde Guerre mondiale entre le 1er et le 25 décembre 1939. L’Admiral Graf Spee, un croiseur cuirassé de la Kriegsmarine, la marine allemande, est envoyé dans l’Atlantique sud afin d’intercepter et de couler les navires de ravitaillement anglais. Outre la poursuite du cuirassé allemand, le jeu permet également de rejouer la bataille du Rio de la Plata du 13 décembre 1939 lors de laquelle le Graf Spee affronte trois croiseurs anglais : l'Exeter, l'Ajax et l'Achilles.

## Système de jeu
Pursuit of the Graf Spee est un wargame au tour par tour dans lequel le joueur contrôle les forces britanniques qui cherchent à intercepter le croiseur cuirassé Admiral Graf Spee. Ce dernier et les autres navires de la Kriegsmarine peuvent être contrôlés par l’ordinateur ou par un deuxième joueur. L’action du jeu se déroule sur une carte qui représente la partie sud de l’océan Atlantique et qui est divisée en 232 cases carrées,. Sur celle-ci est affichée la position des navires, qui sont représentés par des lettres de l’alphabet, ainsi que les ports des côtes africaine et sud-américaine qui peuvent être utilisés pour faire le plein de carburant ou réparer un navire. Pour mener ses recherches, le joueur dispose de différents types de navires dont un cuirassé, quatre croiseurs lourds, cinq croiseurs légers ou destroyers et deux porte-avions. Les porte-avions augmentent les chances de repérer l’Admiral Graf Spee grâce à leurs avions de reconnaissance, et peuvent lancer des attaques aériennes grâce à leurs bombardier-torpilleurs. Ils n’ont en revanche pas d’armement et doivent donc être escortés pour éviter d’être coulés. Chaque navire est caractérisé par sa vitesse, son type, l’emplacement de ses canons et l’épaisseur de son blindage. Le Graf Spee dispose de canons plus puissants et d’un meilleur blindage que les cuirassés. Chaque tour simule une durée de douze heures et permet au joueur de déplacer ses navires d’une case dans n’importe quelle direction. Pour cela, le joueur donne ses ordres par l’intermédiaire du clavier et peut ensuite les modifier tant que le tour n’est pas terminé. S’il choisit de ne pas déplacer un navire, celui-ci patrouille dans la zone. Pour faire le plein de carburant d’un navire, il suffit de le déplacer dans un port puis de l’y laisser pendant un tour.
Si l’Admiral Graf Spee se trouve sur la même case qu’un ou plusieurs navires anglais, il est possible que ces derniers le détectent en fonction des conditions météorologiques et du nombre de navires dans la zone. Une fois le croiseur repéré, le jeu passe dans une phase de combat tactique dans laquelle chaque tour simule trois minutes. Cette phase se déroule sur une carte de la zone où les navires impliqués dans le combat sont représentés par des lettres de l’alphabet. Le joueur peut y contrôler la vitesse, la direction et la cible de ses navires. Le combat ne se termine que quand tous les navires ennemis ont été coulés ou si le contact visuel avec ces derniers est perdu.
Outre le scénario complet, qui débute le 1er décembre 1939 et se termine le 25 décembre, le jeu propose un scénario alternatif qui commence le 13 décembre, soit le jour ou un escadron de croiseurs anglais retrouve l’Admiral Graf Spee dans le port de Montevideo. Le scénario se déroule uniquement dans le mode de combat tactique et simule la bataille du Rio de la Plata lors de laquelle le Graf Spee affronte trois croiseurs anglais : l'Exeter, l'Ajax et l'Achilles.

## Développement et publication
Pursuit of the Graf Spee est le seul jeu de Strategic Simulations conçu et programmé par son fondateur, Joel Billings. Pour cela, il repart du moteur de jeu de Computer Bismarck, le premier wargame du studio, qu’il perfectionne avec notamment l’ajout d’une phase de combat tactique améliorée,. Le jeu est publié par Strategic Simulations en mars 1982 sur Apple II,. 

## Accueil
À sa sortie, Pursuit of the Graf Spee est bien accueilli par les critiques. Le journaliste William Edmunds du magazine Computer Gaming World le décrit ainsi comme un « bon wargame » de niveau intermédiaire qui combine une phase stratégique, avec « ses angoisses » et « ses recherches infructueuses », et une phase de combat tactique qui procure « l’excitation de la bataille » qui couronne les recherches. Il conclut que le jeu parvient à retranscrire de nombreux aspects des combats navals tout en étant « rapide et facile à prendre en main ». De son côté, Brian Murphy du magazine Creative Computing juge qu’il offre « plus d’excitation, plus d’action et une meilleure rejouabilité » que son prédécesseur, Computer Bismarck, et qu’il est donc « nettement meilleur » que ce dernier. Bien qu’il mette en avant un problème de déséquilibre en faveur du camp allemand, il estime qu’il propose une simulation réaliste d’une campagne navale de la Seconde Guerre mondiale et salue ses nombreuses options qui permettent de personnaliser le jeu. Il conclut ainsi que si le jeu n’est pas destiné aux débutants dans le domaine des wargames, il constitue un bon choix pour les joueurs plus expérimentés et appréciant les défis. Le journaliste de Softline compare lui aussi le jeu avec son prédécesseur, en expliquant qu’il est « plus rapide, plus simple et plus amusant » que Computer Bismarck, et estime qu’il constitue un excellent exemple de la façon dont l’ordinateur peut acter comme un arbitre dans un jeu ou les deux camps n’ont que des informations limitées sur le déroulement de la partie. Enfin, dans un dossier consacré aux wargames publié en 1984, le journaliste Stormbringer du magazine Tilt juge que, malgré le peu d’intérêt de ses graphismes, le jeu est un « wargame de bonne qualité » grâce notamment à ses nombreux détails, comme la gestion du ravitaillement en carburant et en munitions, qui le rendent « très proche de la réalité ».
Malgré cet accueil favorable, le jeu ne connait qu'un succès limité avec au total 2 082 copies du jeu vendues par Strategic Simulations.